# Керолайн Гаррісон
Керолайн Лавінія Гаррісон (уроджена Скотт; 1 жовтня 1832 – 25 жовтня 1892) була вчителькою музики, дружиною президента Бенджаміна Гаррісона та матір'ю двох дітей, які вижили; вона була першою леді Сполучених Штатів з 1889 року до своєї смерті. Вона була другою першою леді, яка померла, виконуючи цю роль.
Вона забезпечила фінансування капітального ремонту Білого дому та керувала роботою. Зацікавлюючись історією та збереженням, у 1890 році вона допомогла заснувати Національне товариство дочок американської революції (DAR) і була його першим генеральним президентом.

## Раннє життя та освіта
Керолайн Лавінія Скотт народилася в Оксфорді, штат Огайо, і була другою дочкою Джона Візерспуна Скотта, пресвітеріанського священика і професора науки і математики в Університеті Маямі.
Доктор Скотт працював в Університеті Маямі більше двох десятиліть, коли в 1845 році його та кількох інших професорів звільнили з роботи після суперечки з президентом університету Джорджем Джанкіним про рабство; Джанкін підтримав це, а Скотт та інші виступили проти.
Потім її батько погодився викладати хімію та фізику в Фармерському коледжі й переїхав із сім’єю до Коледж-Хілл, поблизу Цинциннаті. Там у 1848 році Керолайн зустріла Бенджаміна Гаррісона, одного з першокурсників її батька. Вони почали залицятися, але одружилися лише в 1853 році.
У 1849 році Скотти повернулися в Оксфорд, оскільки доктора Скотта вибрали першим президентом Оксфордського жіночого інституту. Він проходив у колишній таверні Темперансе, яку він придбав у 1841 році. Її мати Мері Ніл Скотт приєдналася до школи як її наставниця і керівник відділу домашнього господарства. Керолайн поступила студенткою, вивчаючи англійську літературу, театр, мистецтво та живопис. На старшому курсі в 1852 році вона вступила на факультет як асистент фортепіанної музики.

## Залицяння

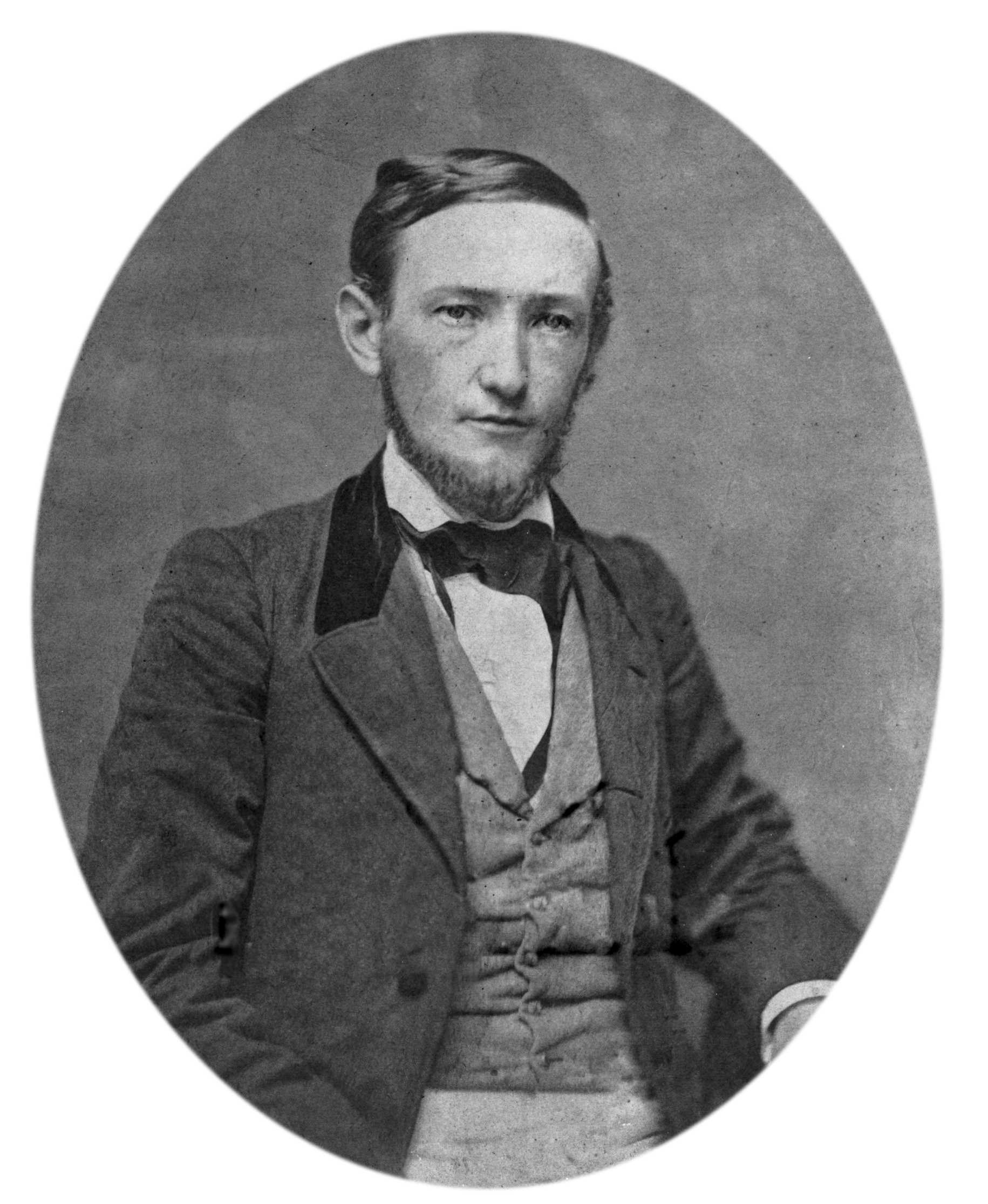
Бенджамін Гаррісон, 1850 р

Бенджамін Гаррісон, або «Бен», як його знали, майже два роки навчався у доктора Скотта у Фармерському коледжі. У 1850 році він перевівся до Університету Маямі, як через його потужну академічну програму, так і через те, що перебував поруч з Керолайн. Двоє закохалися.
Керолайн часто брала Бена на танці всупереч бажанням його батька, суворого пресвітеріанина, який критикував такі заходи. Пара заручилася у 1852 році, під час другого семестру старшого курсу Бена. Вони вирішили відкласти своє весілля, поки Бенджамін вивчав юриспруденцію в юридичній конторі Storer & Gwynne в Цинциннаті, а вона школу. 1852 року Керолайн закінчила школу за спеціальністю музика. Того року вона переїхала в Керролтон, штат Кентуккі, щоб викладати музику. Стражуючи від пневмонії, вона незабаром повернулася до Огайо.

## Шлюб і сім'я
Бенджамін і Керолайн одружилися 20 жовтня 1853 року в її будинку, під проводом її батька. Їй був 21 рік. Нареченому було 20. Молодята провели медовий місяць у Норт-Бенді, штат Огайо. Вони деякий час жили в будинку сім'ї Гаррісонів, зберігаючи гроші. Після того, як Бенджамін закінчив навчання на юридичному факультеті вони оселилися в Індіанаполісі, штат Індіана. Через рік він заснував свою першу практику.
Перші кілька років шлюбу були боротьбою. Подружжя рідко проводило час разом, оскільки Бенджамін працював над створенням юридичної практики та брав активну участь у братських організаціях, щоб розбудовувати свою ділову мережу. Коли Керолайн завагітніла, вона повернулася в Оксфорд, щоб залишитися з батьками. Багато молодих жінок на пологи йшли додому, щоб використати досвід своєї матері. У 1854 році народилася її перша дитина Рассел.
Незабаром вона повернулася до Індіанаполіса. За певний час після цього пожежа знищила будинок Гаррісонів і всі їхні речі. Сім'ї вдалося відновитися фінансово після того, як Бенджамін влаштувався на роботу в місцевій юридичній фірмі, засновник якої вирішив балотуватися.
У 1858 році Керолайн народила дочку Мері Скотт.
Крім двох дітей, у неї була дочка, яка народилася в 1861 році.

## Громадянська війна
На початку Громадянської війни і Керолайн, і Бенджамін прагнули допомогти у військових зусиллях. Керолайн приєдналася до місцевих груп, таких як Жіноча патріотична асоціація та Жіночий санітарний комітет, які допомагали  доглядати за пораненими солдатами безпосередньо та збирали гроші для їх догляду й постачання. Паралельно вступила до церковного хору і виховувала двох їхніх дітей.
У 1862 році Бенджамін в Індіані набрав полк із понад 1000 чоловік. Спочатку йому запропонували командування, але  через відсутність досвіду він відмовився і був призначений у звання молодшого лейтенанта. Вдень він тренував своїх людей, а вночі вивчав військову стратегію. Через два роки він отримав звання полковника і вів людей у численні бойові дії на сході. У 1865 році йому присвоєно звання бригадного генерала.
Наступне десятиліття після війни він займався юридичною практикою та  політикою.

## Дружина політика
У 1876 році Бенджамін балотувався на пост губернатора Індіани і програв. П’ять років потому, у 1881 році, законодавча влада, де домінували республіканці, обрала його до Сенату Сполучених Штатів (у кількох штатах на цю посаду були всенародні вибори). Він разом із сім’єю переїхав до Вашингтона, округ Колумбія, Керолайн страждала від поганого здоров’я після її нападу на пневмонію роками раніше і не брала участі у світських заходах у столиці. Вона підтримувала благодійні організації та очолювала Товариство допомоги лікарням Гарфілда.
У 1888 році Республіканська партія висунула Гаррісона своїм кандидатом у президенти. Тієї осені він переміг чинного Гровера Клівленда.

## Перша леді Сполучених Штатів

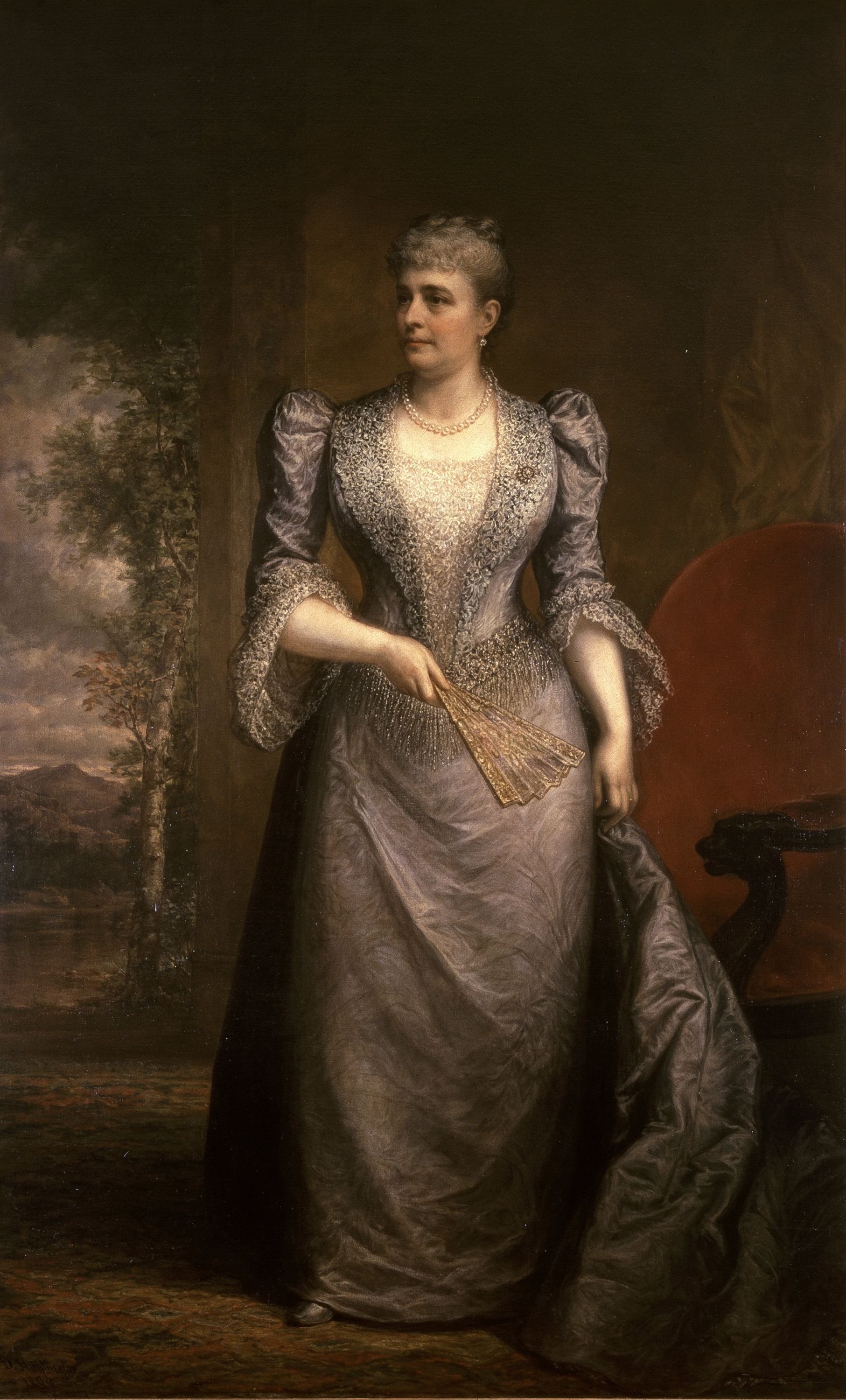
Офіційний портрет Білого дому

Під час правління Гаррісона їхня дочка Мері Гаррісон Мак-Кі, двоє її дітей; батько Керолайн та інші родичі жили в Білому домі. Перша леді намагалася збільшити переповнений особняк, але безуспішно. Вона отримала 35 000 доларів США в асигнуваннях від Конгресу на реконструкцію Білого дому і керувала масштабним проектом, вносячи сучасні покращення.
Вона очистила особняк від проблеми популяції гризунів і комах, поклала нові підлоги, встановила нову сантехніку, пофарбувала та поклеїла шпалери, а також додала більше ванних кімнат. У 1891 році нею було встановлено електрику, але вона була занадто налякана, щоб впоратися з вимикачами. Вона залишила світло ввімкненим на всю ніч, а будівельний інженер щоранку його вимикав.
У 1889 році Керолайн Гаррісон поставила в Білому домі першу ялинку, оскільки цей звичай ставав все більш популярним. Вона запровадила використання орхідей як офіційного квіткового оформлення на державних прийомах. Талановита художниця, вона проводила уроки розпису парцелни в Білому домі для інших жінок; це було популярним ремеслом того часу.
Разом з іншими жінками з прогресивними поглядами вона допомагала збирати кошти для Медичної школи Університету Джона Гопкінса за умови, що вона прийме жінок.
Сторіччя інавгурації президента Вашингтона в 1889 році посилило інтерес нації до свого героїчного минулого, і в 1890 році вона посилила свій престиж як перша леді, заснувавши Національне товариство дочок американської революції (NSDAR) і була його першим генеральним президентом. Вона особливо цікавилася історією Білого дому.

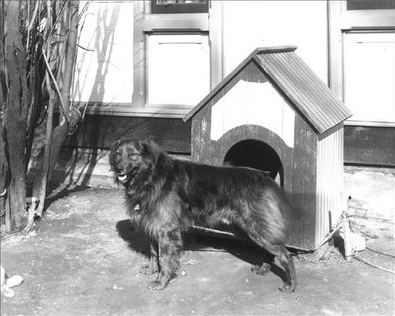
Собачий будиночок і мешканець Даш

У неї був собака породи коллі на ім'я Деш. Повідомлялося, що він завжди хотів пограти зі своїм власником, але Гаррісон не міг, бо боявся, що його колеги вважатимуть його менш чоловіком.

## Хвороба і смерть
Перша леді відзначалася своїми елегантними прийомами та вечерями в Білому домі. Наприкінці 1891 року вона почала боротися з туберкульозом, який на той час не мав жодного відомого лікування, крім відпочинку та повноцінного харчування.
Вона намагалася виконувати свої соціальні зобов'язання, але після того, як її стан погіршився, вона поїхала провести літо 1892 року в Адірондакські гори. Повітря вважалося корисним для хворих на туберкульоз. Після того, як її стан став невиліковним, вона повернулася до Білого дому, де померла 25 жовтня 1892 року. На момент смерті Керолайн Гаррісон було 60 років. Попередні богослужіння відбулися в Східній кімнаті, і її тіло було повернуто в Індіанаполіс для останнього похорону в її церкві.
Після закінчення періоду офіційного трауру дочка Гаррісонів Мері Мак-Кі взяла на себе обов'язки господині свого батька в останні місяці його каденції.
У 1896 році Бенджамін Гаррісон одружився з племінницею і колишньою секретаркою своєї покійної дружини, вдовою Мері Скотт Діммік.

## Діти
У Гаррісонів були син і дочка:
- Рассел Бенджамін Гаррісон (1854–1936) – інженер, солдат, юрист, законодавець штату. Народився в Оксфорді, штат Огайо, у 1877 році отримав ступінь інженера-механіка в коледжі Лафайєт в Істоні, штат Пенсільванія. Після короткої роботи в газовій компанії Індіанаполіса, він був призначений помічником аналізатора на Монетному дворі США в Новому Орлеані, а згодом і аналізатором в Гелені, штат Монтана. У 1884 році він одружився з Мей Сондерс, дочкою сенатора Елвіна Сондерса від штату Небраска. Людина з різними інтересами, він займався розведенням худоби та видавав щоденний журнал Helena. Під час президентського терміну Гаррісона він був особистим секретарем свого батька. Згодом він був президентом трамвайної компанії в Терре-Хот, штат Індіана. Після служби в якості офіцера в іспано-американській війні Рассел Гаррісон був призначений генеральним інспектором території Сантьяго і військовим ректором Пуерто-Рико. Пізніше він став юристом і багато років служив юридичним представником Мексики в США. Він був обраний і служив в обох палатах законодавчого збору штату Індіана.
- Мері «Мамі» Скотт Гаррісон-Маккі (1858–1930). Народилася в Індіанаполісі, у 1884 році вона вийшла заміж за Дж. Роберта МакКі, пізніше засновника та віце-президента General Electric Company. У них було двоє дітей. Вона була помічником господині в Білому домі під час адміністрації Гаррісона, а після смерті матері стала неофіційною першою леді свого батька.